# 20. BAFTA-gála
A 20. BAFTA-gálát 1967-ben tartották, melynek keretében a Brit film- és televíziós akadémia az 1966. év legjobb filmjeit és alkotóit díjazta.

## Díjazottak és jelöltek
(a díjazottak félkövérrel vannak jelölve)

### Legjobb film
Nem félünk a farkastól
- Doktor Zsivágó
- Morgan: A Suitable Case for Treatment
- A kém, aki a hidegből jött

### Legjobb brit film
A kém, aki a hidegből jött
- Alfie – Szívtelen szívtipró
- Georgy Girl
- Morgan: A Suitable Case for Treatmant

### Legjobb elsőfilmes
Vivien Merchant – Alfie – Szívtelen szívtipró
- Alan Arkin – Jönnek az oroszok! Jönnek az oroszok!
- Frank Finlay – Othello
- Jeremy Kemp – A kék Max

### Legjobb brit főszereplő
Richard Burton – A kém, aki a hidegből jött/Nem félünk a farkastól
- Michael Caine – Alfie – Szívtelen szívtipró
- Ralph Richardson – Elcserélt küldemények/Doktor Zsivágó/Khartoum – A Nílus városa
- David Warner – Morgan: A Suitable Case for Treatment

### Legjobb brit női főszereplő
Elizabeth Taylor – Nem félünk a farkastól
- Julie Christie – Doktor Zsivágó/451 Fahrenheit
- Lynn Redgrave – Georgy Girl
- Vanessa Redgrave – Morgan: A Suitable Case for Treatment

### Legjobb külföldi férfi főszereplő
Rod Steiger – A zálogos
- Jean-Paul Belmondo – Bolond Pierrot
- Sidney Poitier – Fekete-fehér
- Oskar Werner – A kém, aki a hidegből jött

### Legjobb külföldi női főszereplő
Jeanne Moreau – Viva Maria!
- Brigitte Bardot – Viva Maria!
- Joan Hackett – A csoport
- Simone Signoret – A tökéletes bűntény

### Legjobb brit forgatókönyv
Morgan: A Suitable Case for Treatment – David Mercer
- Alfie – Szívtelen szívtipró – Bill Naughton
- Itt történt – Kevin Brownlow, Andrew Mollo
- A Quiller jelentés – Harold Pinter

### Legjobb brit operatőri munka – színesfilm
Arabeszk
- Alfie – Szívtelen szívtipró
- A kék Max
- Modesty Blaise

### Legjobb brit operatőri munka – fekete-fehér film
A kém, aki a hidegből jött
- Bunny Lake hiányzik
- Zsákutca
- Georgy Girl

### Legjobb brit jelmez – színesfilm
Elcserélt küldemények
- Arabeszk
- A kék Max
- Rómeó és Júlia

### Legjobb vágás
Morgan: A Suitable Case for Treatment
- Alfie – Szívtelen szívtipró
- Arabeszk
- A Quiller jelentés

### Legjobb brit díszlet – színesfilm
A kék Max
- Khartoum – A Nílus városa
- A Quiller jelentés
- Elcserélt küldemények

### Legjobb brit díszlet – fekete-fehér film
A kém, aki a hidegből jött
- Bunny Lake hiányzik
- Georgy Girl
- Life at the Top

### Legjobb rövidfilm
Háborús játék
- The River Must Live
- Sudden Summer
- The Tortoise and the Hare

### Legjobb speciális film
Exploring Chemistry
- The Radio Sky
- Viasual Aids

### Robert Flaherty-díj a legjobb dokumentumfilmnek
Gól
- Buster Keaton Rides Again
- I'm Going to Ask You to Get Up Out of Your Seat
- Matador

### Egyesült Nemzetek-díj az ENSZ Alapokmányának egy vagy több elvét bemutató filmnek
Háborús játék
- A zálogos
- Jönnek az oroszok! Jönnek az oroszok!
- Vietnam – People and War